# Chính phủ Lâm thời Quốc gia Việt Nam (Việt Cách)
Chính phủ Lâm thời Quốc gia Việt Nam được thành lập bởi Việt Nam Cách mệnh Đồng minh Hội (Việt Cách) tại Móng Cái vào ngày 29 tháng 8 năm 1945 do Trung Hoa Dân Quốc hậu thuẫn nhằm chống lại chính phủ của Việt Nam Dân chủ Cộng hoà do Chủ tịch Hồ Chí Minh lãnh đạo.

## Hoạt động
Sau khi Nhật Bản đầu hàng, Quốc dân Cách mệnh Quân được giao nhiệm vụ tiến vào Đông Dương để giải giáp quân Nhật. Trung Quốc đã ủng hộ Nguyễn Hải Thần thành lập một chính phủ chống cộng sản ở Việt Nam nhằm đối lập với chính phủ của Hồ Chí Minh. Vào ngày 29 tháng 8 năm 1945, quân Trung Quốc dưới quyền chỉ huy của tướng Lư Hán tiến vào tỉnh Hải Ninh và chiếm đóng thị xã Móng Cái.
Ngày 7 tháng 5 năm 1946, Việt Minh tổ chức chiến dịch nhằm chiếm lại Móng Cái. Khi quân Trung Quốc rút lui, chính phủ do Nguyễn Hải Thần đứng đầu sụp đổ do không còn được nhận được sự hỗ trợ.